# Daltonův zákon parciálních tlaků

Daltonův zákon parciálních tlaků

Daltonův zákon pojmenovaný po svém objeviteli Johnu Daltonovi zní:
Tlak směsi plynů je roven součtu jejich parciálních tlaků.
Vyjádřeno matematicky, celkový tlak P směsi n plynů můžeme definovat jako součet parciálních tlaků jednotlivých plynů obsažených ve směsi
{\displaystyle P=p_{1}+p_{2}+...+p_{n}=\sum _{i=1}^{n}p_{i}}
kde {\displaystyle p_{1},\ p_{2},...\ p_{n}} představují parciální tlak (= částečný tlak) každého z plynů přítomných ve směsi.

## Platnost
Zákon přesně platí pro ideální plyny. Pro reálné plyny je, zejména pro vyšší tlaky, narušen kvůli objemu obsazenému molekulami a mezimolekulovému silovému působení.
Daltonův zákon parciálních tlaků, stejně jako obdobný Amagatův zákon parciálních objemů neplatí ani při prudkých lokálních změnách tlaku, např. v rázové vlně.